# Dolno Szedlarce
Dolno Szedlarce (macedónul: Долно Седларце) település Észak-Macedóniában, a Pologi körzet Brvenicai járásában.

## Népesség
| Lakosok száma | 232  | 264  | 402  | 528  | 644  | 672  | 680  | 693  | 805  |
|               | 1948 | 1953 | 1961 | 1971 | 1981 | 1991 | 1994 | 2002 | 2021 |

2002-ben 693 lakosa volt, akik közül 690 macedón és 3 szerb.